# Ida Jessen

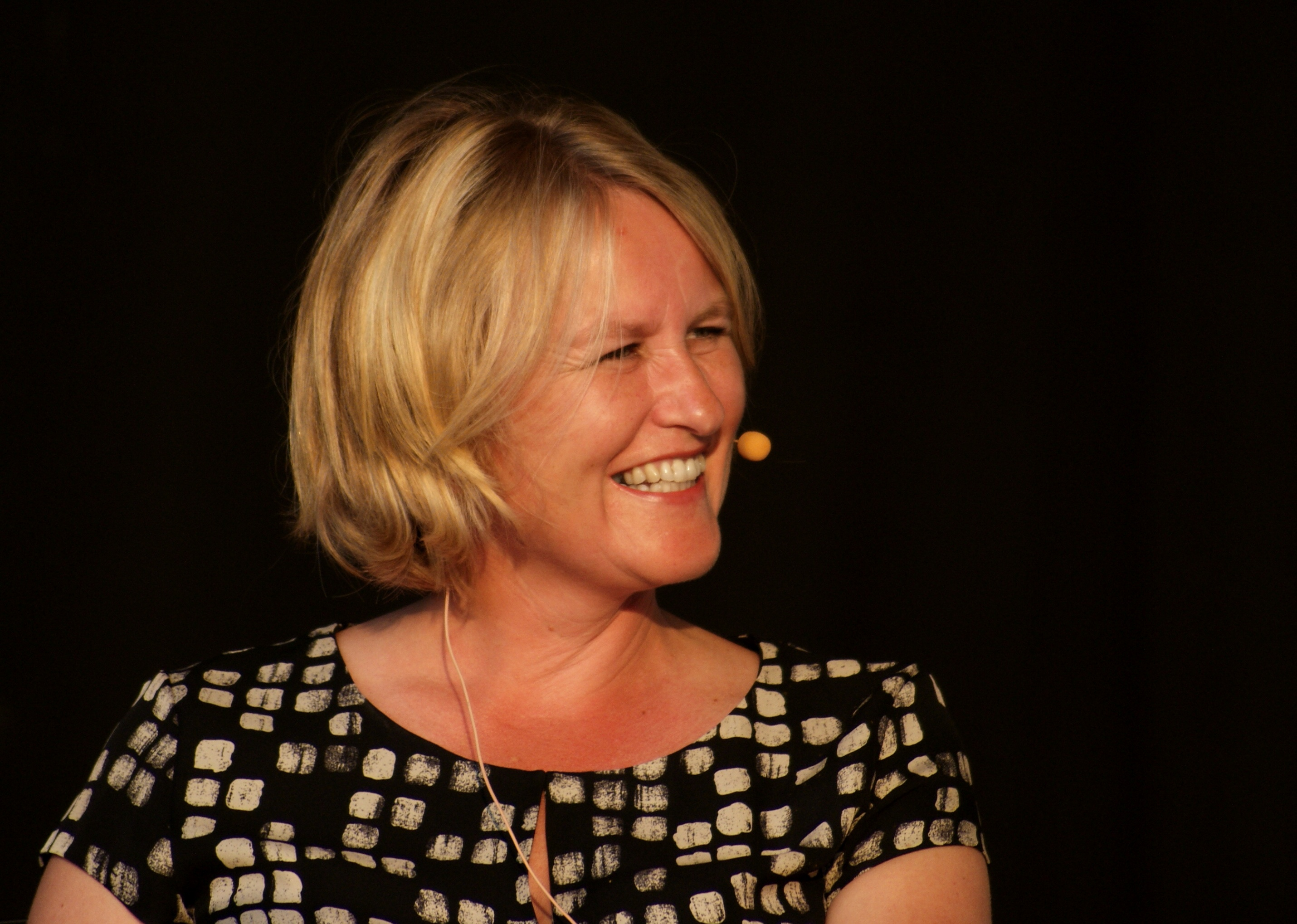
Ida Jessen in Stockholm, 2010

Ida Jessen (* 25. September 1964 in Gram in Sønderjylland) ist eine dänische Schriftstellerin, die 2009 mit dem Søren-Gyldendal-Preis ausgezeichnet wurde.

## Leben
Ida Jessen wuchs im mittjütländischen Thyregod Sogn auf. Ihr Vater, Peter Jessen, war dort Pfarrer, und ihre Mutter, Gudrun, war Gymnasiallehrerin für Englisch und Latein in Ikast.
Jessen studierte nach dem Schulbesuch Literaturgeschichte und Kommunikationswissenschaft an der Universität Aarhus. Nachdem sie dieses Studium 1990 mit einem Magister abgeschlossen hatte, war sie als Lehrerin und Lektorin in Norwegen tätig. Seit 1995 lebt sie als Autorin und Übersetzerin in Kopenhagen. 
Noch vor dem Abschluss ihres Studiums gab sie 1989 ihr schriftstellerisches Debüt mit der Erzählungssammlung Under sten. In der Folgezeit schrieb sie eine Reihe weiterer Romane und Erzählungen für Kinder und Erwachsene. Darüber hinaus übersetzte sie auch eine Reihe von Jugend- und Erwachsenenromanen vom Norwegischen und Englischen ins Dänische wie zum Beispiel Romane von Lars Saabye Christensen und Karin Fossum. Ihr 2022 erschienener Romans Kaptajnen og Ann Barbara wurde 2023 unter dem Titel Bastarden in der Regie von Nikolaj Arcel mit Mads Mikkelsen in der Hauptrolle verfilmt. Er erhielt bereits in kurzer Zeit eine Vielzahl an Nominierungen, Auszeichnungen und Preisen. Die deutsche Fassung kam am 6. Juni 2024 unter dem englischen Titel King's Land in die Kinos.
Für Det første jeg tænker på erhielt sie 2006 auf der Bogforum den mit 300.000 dkr dotierten Danske-Bank-Literaturpreis und im selben Jahr den Literaturpreis Drachmannlegatet. 2009 wurde sie mit dem Søren-Gyldendal-Preis ausgezeichnet und erhielt im selben Jahr den Wissenschafts- und Kulturpreis Tagea Brandts Rejselegat. 2010 erhielt sie den Preis De Gyldne Laurbær. Der 2015 veröffentlichte Historienroman En ny tid wurde 2016 mit dem DR Romanpreis ausgezeichnet und Doktor Bagges anagrammer erhielt 2017 den Kritikerprisen.
Gemeinsam mit ihrer Mutter, Gudrun Jessen, übersetzt sie Werke der kanadischen Schriftstellerin Alice Munro. Ihre Mutter gibt auch Rat und hilft bei der Recherche für Ida Jessens Werke, während die Schriftstellerin mit ihrem Vater über Literatur diskutiert, da sie oft dieselben Bücher lesen.

## Werke
Romane
- Vandpaladset (1998)
- Sommertid (1999)
- Den der lyver (2001)
  - Wie ein Mensch, aus dem Dänischen von Sigrid Engeler. Beck, München 2003, ISBN 3-406-50265-2.
- ABC (2005)
  - Leichtes Spiel, aus dem Dänischen von Angelika Gundlach. Suhrkamp, Berlin 2008, ISBN 978-3-518-46024-5.
- Det første jeg tænker på (2006)
  - Das Erste, woran ich denke, aus dem Dänischen von Angelika Gundlach. Suhrkamp, Berlin 2011, ISBN 978-3-518-46195-2.
- Børnene (2009)
- Ramt af ingenting (2012)
- En ny tid (2015)
- Doktor Bagges anagrammer (2017)
- Kaptajnen og Ann Barbara (2022)

Kinderbücher
- Troldtinden (1996)
- De døde skær (1997)
- Fuglefar (1998)
- Slangesmykket (1999)
- Julie og Aleksy (2004)
- Orm får en ven (2007)
- Den lille gule pige (2008)
- Da Carl blev rasende (2012)
- Sille tegner rødt (2016)

Kurzgeschichten
- Under sten (1989)
- De uskydlige (1994)
- Den anden side af havet (1997)
- En mand kom til byen (2007)
- Postkort til Annie (2013)

Anderes
- Bibelhistorier (2016)